# 留行草
留行草（学名：Blastus ernae）为野牡丹科柏拉木属下的一个种。

## 扩展阅读
- 維基物種上的相關：留行草